# Estádio Anthi Karayanni
O Estádio Anthi Karayanni ou Estádio Nacional de Kavala é um estádio de futebol situado em Kavala, Grécia. 
O estádio tem capacidade para 15.500 espectadores, e foi inaugurado em 1970, o clube mandante é o AO Kavala, seu nome é dado em homenagem ao atleta para-olímpico Anthi Karayanni, que ganhou três medalhas de prata, em 2004. 